# Klaus Bergatt
Klaus Bergatt (* 1935; † 10. Oktober 2001) war ein deutscher Schauspieler und Synchronsprecher.

## Leben
Als Schauspieler war Bergatt unter anderem in dem Film Zwerg Nase sowie in den Fernsehserien Der Staatsanwalt hat das Wort und Polizeiruf 110 zu sehen. Als Synchronsprecher war er in zahlreichen Filmen, unter anderem Die Akte, Drei Farben: Rot und Speed sowie Fernsehserien wie Perry Mason und Kickers zu hören.
Klaus Bergatt starb am 10. Oktober 2001 mit 66 Jahren an einer Krebserkrankung.

## Filmografie (Auswahl)
- 1964: Die große Wut des Philipp Hotz
- 1966: Die Söhne der großen Bärin
- 1967: Geheimcode B/13 (2 Folgen)
- 1967: Meine Freundin Sybille
- 1968–1983: Der Staatsanwalt hat das Wort (5 Folgen)
- 1969: Dolles Familienalbum
- 1971: Zollfahndung (1 Folge)
- 1972–1986: Polizeiruf 110 (4 Folgen)
- 1978: Zwerg Nase (Fernsehfilm)
- 1979: Karlchen, durchhalten!
- 1985: Der Doppelgänger

## Synchronarbeiten (Auswahl)

### Filme
- Albert Giorgadse in Spur des Falken als Springendes Wasser
- Emos Bango in Durch Wüste und Dschungel als Kali
- Tom McEwan in Die Olsenbande fliegt über die Planke als Taxifahrer
- Art Evans in Trespass als Bradlee
- Bill Henderson in Weiße Jungs bringen’s nicht
- Tom Quinn in Die Akte
- Jorge Porcel in Carlito’s Way als Saso
- Clyde Kusatsu in Hot Shots! Der zweite Versuch
- Mike Fallon in Raining Stones als Jimmy
- Pedro Altamirano in Schatten der Leidenschaft
- Jean-Marie Daunas in Drei Farben: Rot als Theatermanager
- Merwin Goldsmith und Adam Kilgour in Quiz Show
- Sean McCann in Schneesturm im Paradies als Chief Bernie Burnell
- John Capodice in Speed als Bob
- Ernest Abuba in 12 Monkeys
- M. Emmet Walsh in Retroactive als Sam
- Timothy Bateson in Merlin

### Fernsehserien
- in Perry Mason (verschiedene Rollen)
- in Twilight Zone (verschiedene Rollen)
- in Jim Bergerac ermittelt (verschiedene Rollen)
- in Kickers als Sascha